# Венабль
Вена́бль (фр. Venables) — колишній муніципалітет у Франції, у регіоні Нормандія, департамент Ер. Населення — 799 осіб (2011).
Муніципалітет був розташований на відстані близько 90 км на північний захід від Парижа, 31 км на південний схід від Руана, 23 км на північний схід від Евре.

## Історія
До 2015 року муніципалітет перебував у складі регіону Верхня Нормандія. Від 1 січня 2016 року належав до нового об'єднаного регіону Нормандія.
1 січня 2017 року Венабль, Берньєр-сюр-Сен i Тоні було об'єднано в новий муніципалітет Ле-Труа-Лак.

## Демографія
Динаміка населення (INSEE ):
Розподіл населення за віком та статтю (2006):
| Стать | Всього | До 15 років | 15-24 | 25-44 | 45-64 | 65-85 | Понад 85 |
| --- | ------ | ----------- | ----- | ----- | ----- | ----- | -------- |
| Чоловіки | 424    | 116         | 52    | 92    | 112   | 52    | 0        |
| Жінки | 352    | 60          | 20    | 112   | 108   | 48    | 4        |
| \| Статево-вікова піраміда \| Статево-вікова піраміда \| Статево-вікова піраміда \| \| ----------------------- \| ----------------------- \| ----------------------- \| \| Чоловіки \| Вік \| Жінки \| \| 0 \| 85 + \| 4 \| \| 4 \| 80-84 \| 8 \| \| 12 \| 75-79 \| 12 \| \| 16 \| 70-74 \| 8 \| \| 20 \| 65-69 \| 20 \| \| 0 \| 60-64 \| 16 \| \| 24 \| 55-59 \| 16 \| \| 44 \| 50-54 \| 44 \| \| 44 \| 45-49 \| 32 \| \| 20 \| 40-44 \| 40 \| \| 40 \| 35-39 \| 32 \| \| 32 \| 30-34 \| 24 \| \| 0 \| 25-29 \| 16 \| \| 28 \| 20-24 \| 8 \| \| 24 \| 15-20 \| 12 \| \| 44 \| 10-14 \| 32 \| \| 36 \| 5-9 \| 12 \| \| 36 \| 0-4 \| 16 \| |        |             |       |       |       |       |          |
| Статево-вікова піраміда |        |             |       |       |       |       |          |
| Чоловіки | Вік    | Жінки       |       |       |       |       |          |
| 0 | 85 +   | 4           |       |       |       |       |          |
| 4 | 80-84  | 8           |       |       |       |       |          |
| 12 | 75-79  | 12          |       |       |       |       |          |
| 16 | 70-74  | 8           |       |       |       |       |          |
| 20 | 65-69  | 20          |       |       |       |       |          |
| 0 | 60-64  | 16          |       |       |       |       |          |
| 24 | 55-59  | 16          |       |       |       |       |          |
| 44 | 50-54  | 44          |       |       |       |       |          |
| 44 | 45-49  | 32          |       |       |       |       |          |
| 20 | 40-44  | 40          |       |       |       |       |          |
| 40 | 35-39  | 32          |       |       |       |       |          |
| 32 | 30-34  | 24          |       |       |       |       |          |
| 0 | 25-29  | 16          |       |       |       |       |          |
| 28 | 20-24  | 8           |       |       |       |       |          |
| 24 | 15-20  | 12          |       |       |       |       |          |
| 44 | 10-14  | 32          |       |       |       |       |          |
| 36 | 5-9    | 12          |       |       |       |       |          |
| 36 | 0-4    | 16          |       |       |       |       |          |

## Економіка
2010 року серед 535 осіб працездатного віку (15—64 років) 399 були активними, 136 — неактивними (показник активності 74,6%, у 1999 році було 70,0%). З 399 активних мешканців працювало 369 осіб (195 чоловіків та 174 жінки), безробітними було 30 (17 чоловіків та 13 жінок). Серед 136 неактивних 32 особи були учнями чи студентами, 66 — пенсіонерами, 38 були неактивними з інших причин.

У 2010 році в муніципалітеті числилось 312 оподаткованих домогосподарств, у яких проживали 839,0 особи, медіана доходів виносила 22 997 євро на одного особоспоживача